# Gefangenenbefreiung
Die Gefangenenbefreiung führt dazu, dass sich eine von Rechts wegen in Gewahrsam genommene Person wieder in Freiheit befindet. Dies kann nur unter Mitwirkung Dritter erfolgen.
Während nach dem früheren Recht, z. B. dem Römischen Recht, die Selbstentweichung strafbar war, so kam man später zur Überzeugung, dass der natürliche Drang des Menschen nach Freiheit nicht strafbewehrt sein sollte und ließ dieses Vergehen straflos. Die Mitwirkung Dritter ist jedoch strafbar geblieben, wobei drei Fälle unterschieden werden:
- die Meuterei
- die vorsätzliche Befreiung von Gefangenen aus dem Gewahrsam oder aus der Gewalt der staatlichen Macht, z. B. einer Bewachung oder Begleitung
- Beamte, die Gefangenen vorsätzlich die Flucht ermöglichen

Die Befreiung kann durch körperliche Gewalt, z. B. Wegreißen der Gefangenen, Entfernen der Fesseln oder durch Angriffe gegen die Vollzugskräfte geschehen. Wenn die Befreiung aus einem Gefängnis erfolgt (Gefängnisausbruch), geschieht die Gefangenenbefreiung z. B. durch Bereitstellen von Hilfsmitteln wie Leitern, Werkzeugen, Mobiltelefonen u. ä. oder durch Ablenkung oder Geiselnahmen.
Strafbar ist nur die Gefangenenbefreiung durch andere, die Selbstbefreiung von Gefangenen ist straflos (sofern dabei nicht weitere Delikte wie Körperverletzung, Sachbeschädigung u. ä. begangen werden). Daher verbüßen wiedereingefangene entflohene Häftlinge nur ihre Reststrafe.

## Rechtslage Deutschland
Gefangenenbefreiung ist in Deutschland ein Vergehen gemäß § 120 StGB.
„Gefangene im Sinne dieser Vorschrift sind Personen, denen in Ausübung öffentlicher Straf-, Polizei- oder sonstiger hoheitlicher Zwangsgewalt – wie vor allem zur Sanktionierung von Fehlverhalten oder zur Erzwingung von prozessualen Pflichten – die persönliche Freiheit entzogen ist und die sich infolgedessen tatsächlich im Gewahrsam einer zuständigen Behörde oder eines Amtsträgers befinden“. Als Beispiele sind zu nennen: behördlich Festgenommene (auch aufgrund § 127 Abs. 1 StPO), in Polizeigewahrsam genommene, Verhaftete und Strafgefangene in Freiheitsstrafe sowie Arrestanten. Selbst ein nach § 163b Abs. 1 Satz 2 StPO zur Identitätsfeststellung Festgehaltener ist, weil die Maßnahme als Freiheitsentziehung zu qualifizieren ist, als Gefangener im Sinne des § 120 Abs. 1 StGB anzusehen.
Auch können sich Strafgefangene nicht wegen Anstiftung eines Dritten zu § 120 StGB strafbar machen.
Da sich ein Dritter, der einen Gefangenen oder eine Gefangene anstiftet, sich zu befreien, nicht als Anstifter § 26 StGB strafbar macht, da es an einer teilnahmfähigen Haupttat fehlt, wird diese Variante von der eigenständigen tatbestandlichen Begehungsform des Verleitens oder Fördens umfasst, § 120 Satz 1, zweiter Halbsatz StGB strafbar, auch wenn der oder die Gefangene selbst ausbricht.
Typischerweise wird die Tat in Tateinheit mit Sachbeschädigung (z. B. Zersägen von Fenstergittern) oder mit Körperverletzung und Widerstand gegen Vollstreckungsbeamte begangen. Beispielsweise bei dem Versuch von elf Personen, am 9. Oktober 2016 die Wache der Bundespolizei am Hauptbahnhof in Magdeburg zu stürmen, nachdem ein anderer vorläufig festgenommen worden war.